# Oscar Arvid Lilljeforss
Oscar Arvid Lilljeforss, född 24 april 1844 i Jakob och Johannes församling, Stockholm, död 8 februari 1925 i Växjö stadsförsamling, Småland, var en svensk köpman, hotellägare, tidningsdirektör och lokalpolitiker. 
Lilljeforss var ledamot i Växjö stadsfullmäktige och drätselkammare 1882–1884 samt ledamot och ordförande för Åstorps municipalnämnd 1899–1905. Under sin långa karriär drev Lilljeforss flera olika företag i södra Sverige och han är mest uppmärksammad för att ha varit ägare och direktör för Skåningen Eslöfs Tidning åren 1904–1916. Han beskrevs i Dagens Nyheter 1925 som ”[e]n i Skåne mycket känd person”.

## Bakgrund
Oscar Arvid Lilljeforss föddes i Stockholm som son till sockerbagaren Zacharias Emanuel Lilljeforss (1810–1865) och Sofia Magdalena Lilljeforss, född Kjellman (1815–1883). Han var vidare sonson till orgelbyggaren Zacharias Liljefors (1775–1818). Efter avklarade skolstudier flyttade Lilljeforss till Växjö från Stockholm vid 20-års ålder.

## Karriär

### Växjö
Lilljeforss bedrev affärsverksamhet i Växjö i över 30 år. Främst drev han en stor klädesfirma i staden, men han hade även en barberarstuga samt manufaktur- och cigarraffär. I januari 1893 försattes Lilljeforss i konkurs av Växjö rådhusrätt.

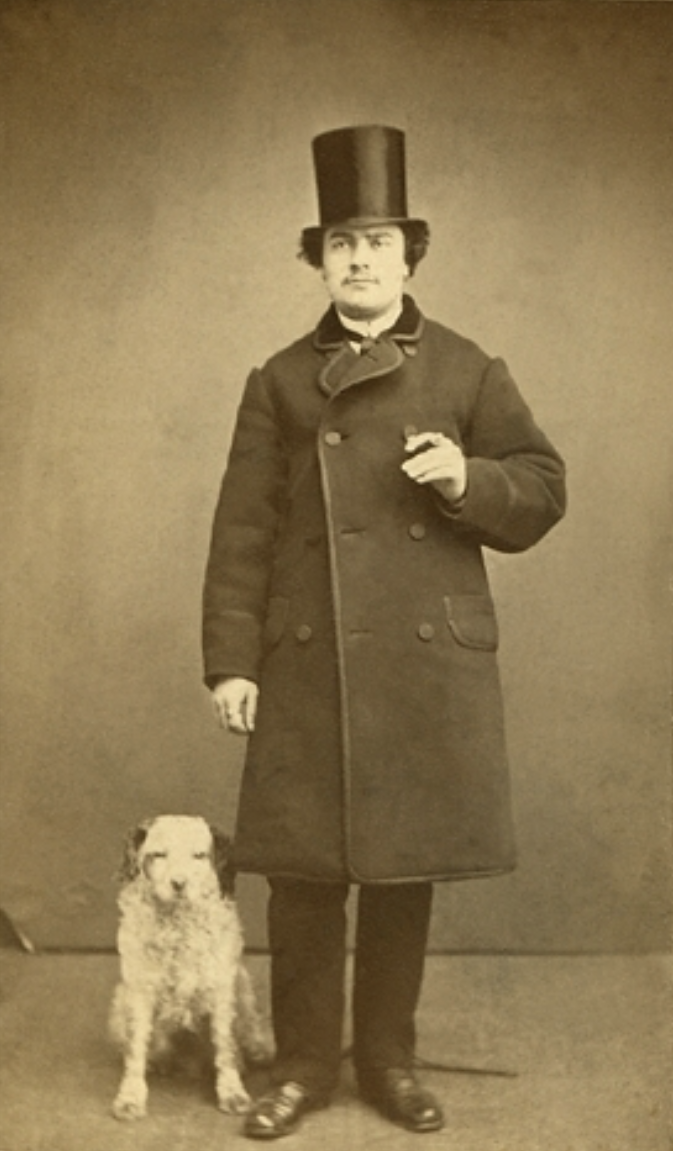
”Herr Lilljeforss”, c. 1870, Smålands museum.

### Åstorp
I april 1894 köpte Lilljeforss Meijerska huset i Karlshamn för 32 000 kronor (motsvarande ungefär 2,5 miljoner kronor år 2023). I huset hade han som avsikt att driva restaurang och hotell. Planerna för verksamhet i Blekinge blev dock kortvariga. Istället flyttade Lilljeforss till Skåne och köpte Åstorps järnvägshotell för obekant pris i september 1894. Lilljeforss genomförde en omfattande renovering av hotellet och satsade på dess restaurang där han själv var källarmästare. I en recension ur Skånska Aftonbladet står det ”[d]en nuvarande innehafvaren af hotellet har nemligen ryckt upp detsamma ur sitt förfall på ett högst hedrande sätt” samt att ”hotellets nuvarande innehafvare [är] utan tvifvel mannen att parera de resandes anspråk”.

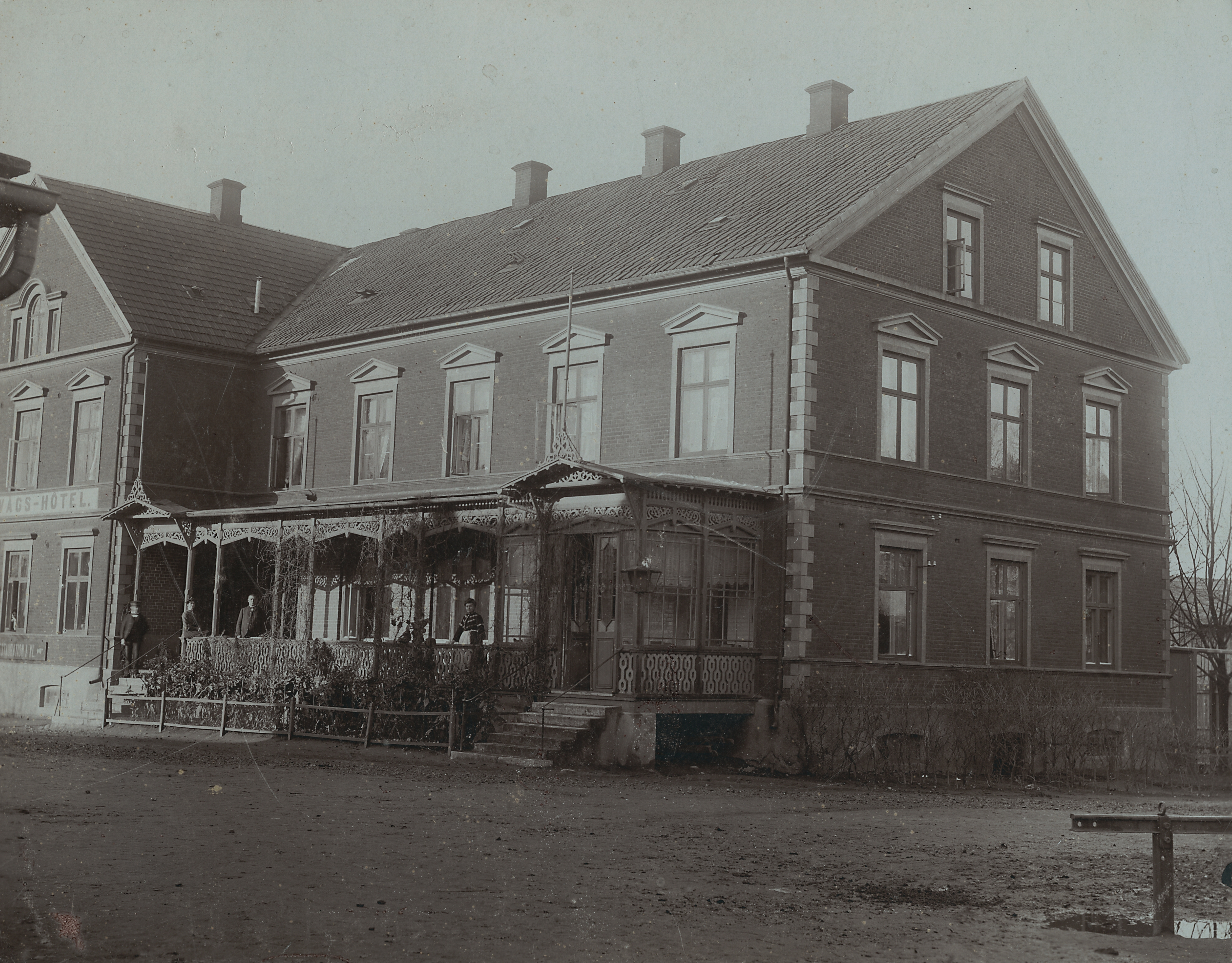
Åstops Järnvägshotell, c. 1900, Järnvägsmuseet.

Efter närmare tio år i Åstorp sålde Lilljeforss järnvägshotellet i maj 1904 för okänt pris.

### Eslöv
Lilljeforss köpte Skåningen Eslöfs Tidning med säte i Eslöv år 1904 och tog över som ägare 1 juli efter framlidne redaktören Mårten Rahm. I samband med detta fick tidningen en ny redaktör och ansvarig utgivare, Uno Lilljeforss, son till Oscar Arvid Lilljeforss. Far och son Lilljeforss hade som målsättningen att Skåningen skulle bli bättre än tidigare på sin uppgift som en ”snabb, vaken och innehållsrik nyhets- och annonstidning”. Detta genom att trycka tidningen tidigare på dagen och distribuera den snabbare till prenumeranterna samt satsa på redaktionskrafterna och övriga anordningar. Under de kommande åren ändrades tidningens politiska tendens från frisinnad till konservativ och sedermera moderat. Skåningen nådde också sin allra högsta spridning i form av antalet tryckta upplagor under denna tid.
Efter tolv år som tidningsdirektör sålde Lilljeforss Skåningen Eslöfs Tidning år 1916. Vid denna tid hade framlidne Uno Lilljeforss efterträtts som ansvarig utgivare av sin bror Berthil Lilljeforss sedan ett år tillbaka. Efter överlåtandet flyttade Lilljeforss tillbaka till Växjö där han bodde fram till sin död 1925.

## Förtroendeuppdrag

### Växjö
Lilljeforss kandiderade totalt åtta gånger till stadsfullmäktige i Växjö åren 1874–1892 (se tabellen nedan), varav en gång fick han tillräckligt med röster för att ta sig in. Han valdes för en period på två år i valet 17 mars 1882 där han kom på en tredje plats med 1918 fyrkar. Samma år blev han även invald i drätselkammaren i Växjö som ledamot i två år, där han tidigare varit suppleant. Han kandiderade för omval i stadsfullmäktige 1884, men förlorade sin plats med drygt 200 fyrkar.
| Datum      | Platser upp för val | Plats | Röster | Fyrkar | Fyrkar för att komma in |
| ---------- | ------------------- | ----- | ------ | ------ | ----------------------- |
| 1874-12-18 | 12                  | 22    | -      | 424    | 2032                    |
| 1880-12-21 | 12                  | 28    | -      | 338    | 3437                    |
| 1882-03-17 | 3                   | 3     | -      | 1918   | 1051                    |
| 1884-12-16 | 15                  | 17    | -      | 1627   | 1831                    |
| 1886-04-29 | 1                   | 4     | 3      | 137    | 1429                    |
| 1886-12-14 | 15                  | 26    | 14     | 555    | 1453                    |
| 1890-01-31 | 2                   | 17    | 1      | 20     | 1559                    |
| 1892-12-08 | 15                  | 51    | -      | 135    | 3168                    |

Lilljeforss var suppleant i bevillningstaxeringskommittén för Växjö stad. Han var suppleant i fattigvårdsstyrelsen samt dess distriktsman i kvarteret Magnus Smek, Linné, Christina. Lilljeforss var också styrelseledamot i Borgerskapets burskapsägande i Växjö åren 1877-1895.

### Åstorp
Lilljeforss blev vald till ledamot och ordförande i municipalnämnden i Åstorp 25 oktober 1899. Han återvaldes enhälligt av municipalstämman till ordförande i december 1901 för en period på fyra år. Lilljeforss var även huvudman i Åstorps sparbank.

## Familj
Lilljeforss gifte sig 20 augusti 1871 med Hanna Nilsson (1847–1915). De fick sex söner (varav en dog som spädbarn) och fyra döttrar.

### Söner

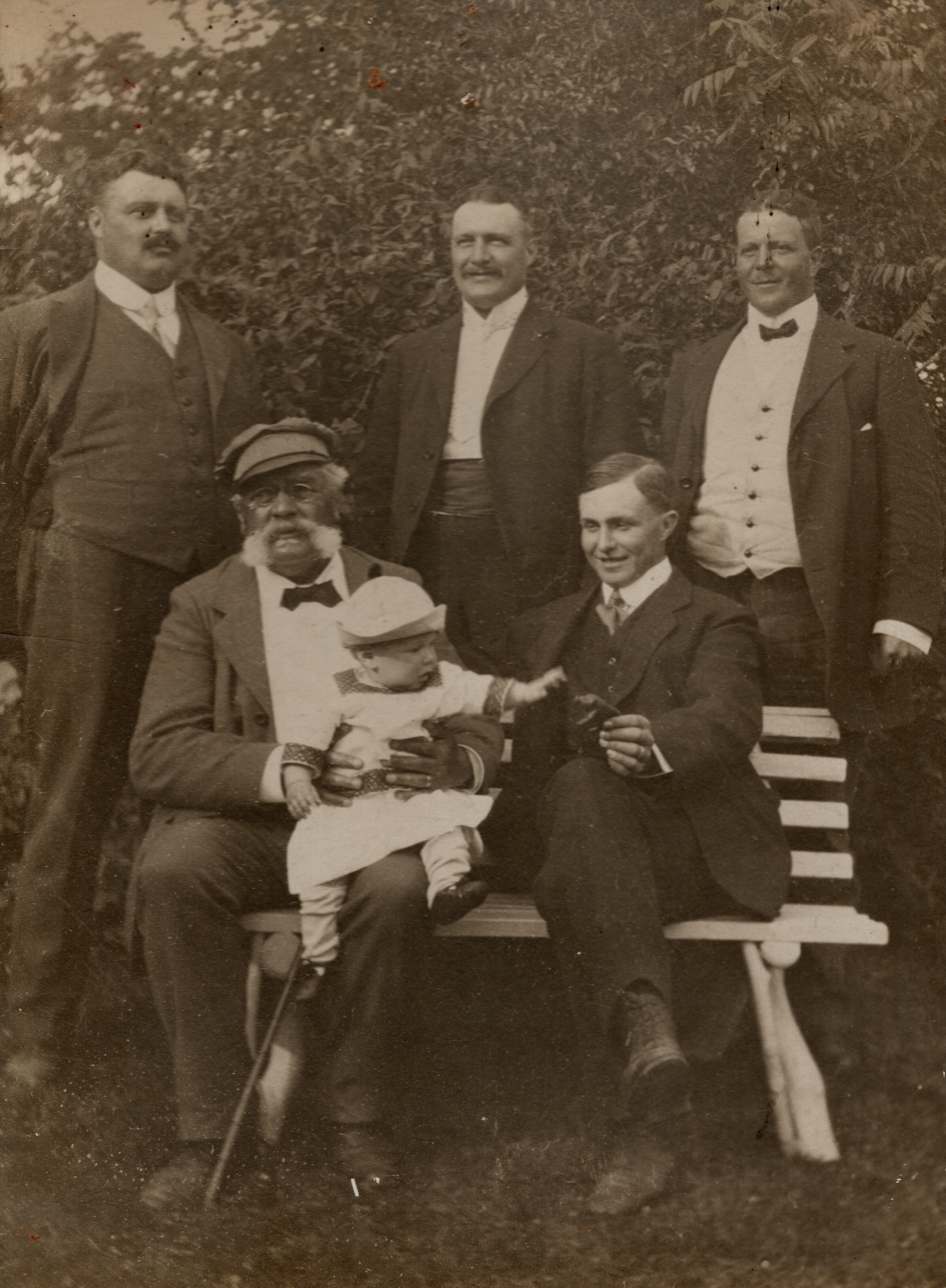
Från nedre vänstra hörnet medurs syns Oscar Arvid Lilljeforss; sönerna Eric, Gunnar, Uno och Berthil samt sonson Bertil, 1914. Kortet är tillägnat Hugo Lilljeforss som befann sig i USA vid denna tid.

- Bryggmästaren Hugo Oscar Lilljeforss[a] (1874–1954).
- Kaptenen Gunnar Fredrik Lilljeforss, RSO (1876–1927).
- Köpmannen Eric Ivan Lilljeforss[b] (1878–1944).
- Tidningsmannen Uno Arvid Lilljeforss (1884–1915).
- Journalisten Berthil Gustaf Oscarsson Lilljeforss (1893–1947).